# Trigonostemon xyphophylloides
Trigonostemon xyphophylloides är en törelväxtart som först beskrevs av Léon Camille Marius Croizat, och fick sitt nu gällande namn av Lun Kai Dai och Te Lin g Wu. Trigonostemon xyphophylloides ingår i släktet Trigonostemon och familjen törelväxter.
Artens utbredningsområde är Hainan (Kina). Inga underarter finns listade i Catalogue of Life.